# САЛТ
САЛТ или преговори за ограничаване на стратегическото въоръжение (на английски: Strategic Arms Limitation Talks – SALT, на руски: Переговоры об ограничении стратегических вооружений – ПОСВ или ОСВ) са 2 серии от дипломатически преговори и сключени договори (САЛТ-1 и САЛТ-2) между САЩ и СССР, суперсилите на студената война, по въпросите на стратегическото въоръжение.

## Предистория
Ограничаването на стратегическите въоръжения е един от ключовите принципи и насоки в световната геополитика, чиято цел е да поддържа определен количествен лимит на най-разрушителните оръжия, с които разполагат най-големите държави в света. Създаването и поддържането на подобни лимити си поставя за цел заздравянето на международната безопасност и предотвратяването на различни видове военни заплахи, които могат да засегнат огромни територии от планетата и значителна част от населението. Тези лимити могат да бъдат поддържани чрез два основни способа: запазване на количественото ниво на съществуващите оръжия или съкращаването им до ново, по-ниско ниво. Поддържането на нивата има своя количествен (договорен брой на видовете оръжия от определен тип) и качествен компонент (например, забрана за разработка, изпитания и производство на нови видове стратегически оръжия). Всеки от двата компонента има важно значение и допринася за запазването на баланса в световното въоръжаване. Най-радикалната и затова най-трудната за постигане форма за ограничаването на стратегическото въоръжаване е унищожаването на всички типове стратегически оръжия по взаимно съгласие и договорена схема на процеса.
По своето предназначение стратегическите оръжия са нападателни (наземни ракетни комплекси, междуконтинентални балистични ракети със стационарно и мобилно базиране, бомбардировачи с крилати ракети и авиационни бомби и др.) и отбранителни (различните комплекси и системи за противовъздушна, противоракетна отбрана, отбрана от наападения от подводници и ракетно-космическа отбрана). И в двата случая в основата на стратегическите въоръжения е ядреното оръжие или възможността конвенционалните оръжия да бъдат пригодени да носят такова. Основната трудност при постигането на съгласие за намаляването на броя на различните типове стратегически оръжия е концепията, която всяка от страните поддържа, че нейните стратегически оръжия са изцяло и единствено предназначени за отбрана.
Надпреварата във въоръжаването между СССР и САЩ след Втората световна война обхваща всички сфери на отбраната и въоръжението. Стратегическите въоръжения, обаче, бележат нов, решителен етап в развитието на тази надпревара като за първи път в историята на човечеството се поставя под заплаха самото съществуване на цивилизацията като цяло. Първата междуконтинентална балистическа ракета Р-7 е разработена в СССР през 1957. Само две години по-късно американците провеждат изпитания на своя МБР със същите възможности за пренасяне на ядрени заряди през океана. Вероятността господстващата по това време Студена война да се превърне в Гореща нараства с продължаващото развитие на технологиите: във въоръженията и на двете страни навлиза водородната бомба и ракетите с отделящи се глави. През 60-те години СССР повеждат в надпреварата във въоръжаването – за разлика от САЩ, чийто брой ядрени ракети и носители е относително постоянен, съветското Министерство на отбраната всяка година добавя до 200 нови ядрени ракети. В края на 60-те години става пределно ясно, че броят на ядрените глави вече няма никаква стойност. И двете страни осъзнават и приемат факта, че предвид, че не съществува вариант, в който нападащата страна да избегне повсеместното унищожение, единственият полезен ход е начало на преговорен процес, който да доведе до овладяването на ескалацията на ядреното въоръжаване.

### Предпоставки
Необходимостта от стартирането на процеса на ограничаване на стратегическото въоръжаване е предопределена от следните ключови исторически фактори през 60-те и в началото на 70-те години на 20 век.
От една страна, това е създаденият паритет при ядрените оръжия между СССР и САЩ. Това е осъзнаването на катастрофалните, самоубийствени не само за двете враждуващи свръх сили, но и за цялото човечество и живота на Земята последствия от възможното използване на този тип оръжия. Едновременно в ръководствата и в двете свръхдържави настъпва момент, в който продължаването на ескалацията на въоръжаването се оценява като непродуктивна и безсмислена.
От друга страна, новата политика на разведряване в отношенията между Запада и СССР за първи път в историята на противопоставянето между силите в Студената война след Втората световна война дава възможност самата идея за преговори с врага да бъде артикулирана, въведена в политическата реалност и осъществена с подкрепата на най-висшето ръководство на Съветския съюз. Причините, поради което това става възможно, са две: първата от тях е стабилизирането на взаимоотношенията между СССР и социалистическите страни (по-рано приоритетна насока във външната политика на СССР) и забелязващите се в края на 60-те години изменения в позициите на западноевропейските държави, които започват да проявяват интерес към икономическо сътрудничество със страните от СИВ В самия СССР в края на 60-те и в началото на 70-те доктрината за противопоставянето на двете политико-икономически системи постепенно отстъпва на концепцията за мирно съвместно съществуване. На XXIV конгрес на Комунистическата партия на Съветския съюз през 1971 е отбелязано, че: „Подобряването на съветско-американските отношения би отговаряло на интересите на съветския и американския народ, на интересите на мира.“
Това разбиране води до активизирането на дипломатическите екипи на СССР и САЩ за преговори с цел изработката на договор, който на първо място да ограничи по-нататъшното увеличение на броя на арсеналите с ядрени оръжия. При това, обаче, двете страни продължават да декларират намерения за изграждането на системи от противоракетна отбрана по своите държавни граници. Тази нова отбранителна концепция изисква свръх високи инвестиции и за първи път след Втората световна война икономическите аргументи изместват военните. По тази причина концепцията за стратегическа противоракетна отбрана е редуцирана и от двете страни до възможния в този момент минимум: противоракетна отбрана около Москва и частичен „чадър“ над комплексите с ядрени ракети в САЩ.

### Преговорен процес
Началото на предварителните сондажи и дипломатически преговори на високо започват през втората половина на 60-те години с ясната цел да се ограничи по-нататъшната ескалация на въоръжаването. Първата среща, поставила началото на един от най-сложните и важни дипломатически преговорни процеси в съвременната история, се състои през лятото на 1967 в американското университетско градче Гласбъро. На тази среща между вицепрезидента на САЩ Линдън Джонсън и председателя на Съвета на министрите Алексей Косигин се постига съгласие за активни преговори по дипломатически канали за ограничаването на надпреварата във въоръжаването. Това успешно начало за малко не е отхвърлено след нахлуването на войските на СССР и Варшавския договор в Чехословакия през 1968. Но САЩ се съгласяват да разглеждат проблема като вътрешен инцидент в лагера на социалистическите страни в СИВ. Съгласно вече изградената по това време дипломатическа традиция за място на преговорите е избрана столицата на Финландия Хелзинки като неутрална територия. Преговорите продължават над две години и половина: от 17 ноември 1969 до май 1972.
Трудностите, с които се сблъскват преговарящите страни, са от коренно различно естество: От една страна, Съветският съюз осъзнава своето предимство в надпреварата във въоръжаването и не желае да го изгуби. От друга, САЩ е в политическа криза, свързана с разследването срещу президента Никсън за аферата Уотъргейт. Същевременно именно тези трудности се превръщат и в силен аргумент за постигането на споразумение – при успеха на преговорите всеки получава максимални дивиденти във вътрешно- и външнополитически план.
Преговорите започват в Хелзинки, Финландия, през 1969 г. САЛТ-1 води до подписването на споразумението за противоракетна отбрана и временно споразумение между суперсилите. Въпреки подписването на САЛТ-2 през 1979 г. Съединените щати не ратифицират договора в отговор на нахлуването на съветските войски в Афганистан през декември същата година. САЩ се оттеглят окончателно от САЛТ-2 през 1986 г.
Впоследствие договорите водят до нова серия от преговори и споразумения, наречени СТАРТ (Strategic Arms Reduction Treaty), състоящи се от СТАРТ-1 – споразумение между САЩ и СССР, подписано през 1991 г., и СТАРТ-2 – споразумение между САЩ и Русия, подписано през 1993 г. Те поставят специфични ограничения върху количеството ядрено въоръжение на всяка от страните.

## САЛТ 1
САЛТ 1 замразява количеството на стратегическите балистични ракетни установки на настоящите им нива, и задължава страните да прибавят нови подводници с възможност за изстрелване на балистични ракети, само ако същото количество междуконтинентални балистични ракети (МКБР) са били унищожени.
През 1968 г. характерът на стратегическото ядрено въоръжение на САЩ и на СССР се променя. Към онова време САЩ имат 1054 бр. МКБР и 656 подводни балистични ракети (същото количество, както и през 1967 г.), но се увеличава количеството на ракетите с многоцелеви бойни глави с независимо насочване. Те могат да носят многобройни ядрени глави към различни цели, но често са заменяни с изкуствени бойни глави, за да заблуждават противниковите антибалистичните системи, правейки ги почти неуязвими. Клауза предвижда за всяка страна само по 1 защитена с антибалистични ракети територия. СССР разполага с такава система около Москва от 1966 г., а САЩ обявяват антибалистична програма за защита на 12 МКБР през 1967 г. Модифицирана двустепенна антибалистични ракетна система все още е активна около Москва. САЩ построяват само 1 антибалистична система за защита на базата „Минитман“ в Северна Дакота – „системата Сейфгард“, спряна от Пентагона поради високата цена и ниската ефективност през 1975 г.
Преговорите продължават от 17 ноември 1969 до май 1972 г. Делегацията на САЩ е водена от Джералд Смит, директор на агенцията по контрол на въоръжението и разоръжаването. Многобройни разговори се провеждат във Виена и в Хелзинки. След дълъг период на безизходица първите резултати от САЛТ-1 са постигнати през май 1971 г., когато се достига до споразумение за противоракетната отбрана. Преговорите стигат своя край на 26 май 1972 г., когато в Москва Ричард Никсън и Леонид Брежнев подписват Споразумението за противоракетна отбрана и Временно споразумение между САЩ и СССР за мерки за намаляване на стратегическите настъпателни въоръжения. Договорени са още няколко заявления. Това способства за подобряването на отношенията между САЩ и СССР.

## САЛТ 2
САЛТ 2 са серия преговори между САЩ в лицето на Джими Картър и СССР в лицето на Леонид Брежнев от 1977 до 1979 г., които имат за цел да ограничат производството на стратегическо ядрено въоръжение. Те са продължение на прогреса, постигнат по време на преговорите САЛТ 1.
САЛТ 2 e първият договор за ядрено въоръжение, който налага истински рестрикции на стратегическите арсенали на страните до 2250 единици от всякакъв тип. Той помага на Щатите да откажат Съюза от намерението му да приеме на въоръжение МКБР от трето поколение МР-УР-100 (СС-17), УР-100Н (СС-19) и Р-36 (СС-18) с повече многоцелеви балистични ракети. В края на 1970-те съветските конструкторски бюра започват експерименти с такива ракети, въоръжени с от 10 до 38 ядрени бойни глави всяка. СССР се съгласява да намали производството на Ту-22М до 30 на година и да не ги оборудва за междуконтинентална способност.
Изключително важно за САЩ е да ограничи съветските усилия в превъоръжаването на ядрените си бойните глави със средно действие.
САЛТ 2 забранява разработването на нови ракетни програми (за нова ракета се смята такава, която увеличава обсега на досегашните ракети с 5 %) – така и страните са принудени да ограничат програмите си за стратегическо въоръжение. САЩ обаче запазват най-важните си програми – като ракетата „Трайдънт“ и крилатите ракети, които президентът Картър иска да използва като защитно средство заради ниската им скорост и невъзможността за „първи удар“. В замяна СССР може да запази 308 от така наречените „тежки МКБР“ Р-36 (СС-18).
Договореност за ограничаването на стратегическите пускови устройства е достигната във Виена на 18 юни 1979 и е подписана от Леонид Брежнев и президента на САЩ Джими Картър. В отговор на отказа на Сената на САЩ да ратифицира договора членът на комитета по външна политика на Сената сенатор Джоузеф Байдън от Делауеър и съветският външен министър Андрей Громико договарят няколко промени, които нито президентът Картър, нито държавният секретар на САЩ Сайръс Ванс успяват да постигнат.
Половин година след подписването му договорът не е ратифициран от Сената на САЩ заради нахлуването на съветските войски в Афганистан и откриването на бойна бригада на Съветската армия в Куба през септември. Въпреки това условията на договора се спазват от страните до 1986 г., когато администрацията на Роналд Рейгън се оттегля от САЛТ-2, обвинявайки СССР в неспазване на договора.
Преговорите продължават под нова форма – СТАРТ и договора за спиране на ядрените изпитания.